# Йон Гонсалес
Йон Гонзалез Луна (на испански: Yon Gonzalez) е испански актьор. Той е най-познат на зрителите като Иван Нойрет от „Интернатът“. Други значими негови роли са в „Гранд хотел“ и „СМС“.

## Биография и творчество
Първата роля като актьор на Йон Гонзалез е в сериала СМС през 2006 г. Най-много популярност му носи участието му в Интернатът: Черната лагуна (El internado: Laguna negra), от 2007 до 2010. Ролята му там като Иван Нойрет му носи награда за най-добър актьор през 2010 г., както и награда за най-добър актьор на телевизионния фестивал в Монте Карло през 2009.
От 2011 до 2013 участва в „Гранд хотел“ заедно с Амая Саламанка, с която се познават от СМС. В Гранд хотел печели още една награда за най-добър телевизионен актьор.
Гонзалез е роден в Бергара, но живее в Мадрид. Брат му, Айтор Луна, също е актьор, известен е с ролята си в „Хората на Пако“.
Гонзалез говори испански, баски и английски език. Освен като актьор Йон Гонзалез е получавал и работа като модел.
От 2017 г. участва в сериала на Netflix Кабелните момичета

## Филмография
| Година      | Заглавие               | Оригинално заглавие      | Роля           |
| ----------- | ---------------------- | ------------------------ | -------------- |
| 2006 – 2007 | СМС                    | SMS                      | Андрес         |
| 2007 – 2010 | Интернатът             | El internado             | Иван Нойрет    |
| 2009        | Големи лъжи            | Mentiras y Gordas        | Нико           |
| 2010        | София                  | Sofia                    | Константин     |
| 2011        | Гранд резерва          | Gran reserva             | Мануел         |
| 2011 – 2013 | Гранд хотел            | Gran hotel               | Хулио Олмедо   |
| 2011        | Торенте 4              | Torrente 4               | Пералта        |
| 2014        | Matar el tiempe        | Matar el tiempo          | Борис          |
| 2015        | Изгубени на север      | Perdiendo el norte       | Уго Сифуентес  |
| 2015 – 2016 | Под подозрение         | Bajo sospecha            | Виктор         |
| 2017 –      | Кабелните момичета     | Las chicas del cable     | Франсиско      |
| 2025        | Кадифе: Новата империя | Velvet: El nuevo imperio | Алберто Маркес |